# Бусак, Аллан
Аллан Обри Бусак (африк. Allan Aubrey Boesak; род. 23 февраля 1946) — южноафриканский священнослужитель Нидерландской реформатской церкви, религиозный, общественный и политический деятель, выступавший против режима апартеида в ЮАР. В 1999 году он был приговорен к тюремному заключению за мошенничество, но впоследствии официально помилован и восстановлен в служении в конце 2004 года.

## Биография

### Теолог, священник и активист
Выходец из Какамаса, Бусак стал активным членом отдельной миссионерской реформатской церкви для цветных и стал пастором в Парле у Кейптауна. Получив теологическое образование в Нидерландах (1970—1976), стал известен как симпатик теологии освобождения, начиная с публикации его докторской работы (Прощание с невинновностью, 1976).
В следующем десятилетии стали широко известны его книги, сборники эссе и проповедей. Одна из речей Бусака против апартеида была засэмплирована британской электронной группой The Shamen для их альбома En Tact.
В 1982 году Бусак был избран президентом Всемирного альянса реформатских церквей и занимал эту должность до 1991 года.
Он обрёл известность в 1980-х годах как резкий критик режима апартеида и противник политики правительства Национальной партии (в том числе так называемых конституционных реформ). Сторонник единства цветного, индийского и африканского населения страны, Бусак играл важную роль в борьбе с апартеидом в качестве одного из организаторов и лидеров Объединённого демократического фронта (ОДФ) — широкой коалиции легальных оппозиционных организаций — с 1983 по 1991 год.
Выступив в 1985 году с призывом принять всесторонние меры против правительства ЮАР, был по возвращении в ЮАР арестован в августе того же года. В 1991 году Бусак был избран председателем Африканского национального конгресса (АНК) в регионе Западно-Капская провинция.

### Скандалы, обвинения в коррупции и суд
Бусаку пришлось покинуть Нидерландскую реформатскую церковь в 1990 году, когда стали известны подробности его внебрачной связи с телеведущей Элной Бота; позже они поженились.
После замены в качестве главы партии АНК в Западно-Капской провинции Нельсон Мандела в качестве компенсации рекомендовал Бусака на место посла при ООН в Женеве. Однако за несколько недель до его вступления в должность всплыло первое свидетельство о коррупции.
Обвинение касалось использования иностранной помощи, предоставленной Бусаком благотворительному фонду мира и справедливости. DanChurchAid (Датская церковная помощь) обратилась в Йоханнесбургскую юридическую фирму Bell Dewar с просьбой расследовать расходование пожертвования в размере 1 миллиона долларов США, сделанного в 1985 году. Спустя шесть недель освещения скандала в прессе Управление по расследованию серьезных экономических преступлений начало собственное расследование, и Бусака убедили уйти из министерства иностранных дел.
Еще одна жалоба была подана архиепископом Десмондом Туту, который обратился в полицию с запросом, что случилось с пожертвованием от американского певца Пола Саймона в размере 423 тысяч рандов, которые Туту передал фонду Бусака. «Мы огорчены и рассержены, — сказал он в заявлении, — что деньги, выделенные детям-жертвам апартеида не подлежат учёту».
После трехмесячного расследования юридическая фирма Йоханнесбурга опубликовала 600-страничный отчет, в котором осуждались действия Бусака. Там говорится, что Боэсак «существенно обогатился», направив средства на покупку роскошного дома и на собственную завышенную зарплату, оплату отпусков, второй свадьбы и бизнес-долгов своей новой жены. Только четверть дохода фонда пошла на проекты, предназначенные скандинавскими донорами для помощи жертвам апартеида. В ответ Бусак отрицал всякую ответственность, обвинял своих сотрудников и заявлял, что он стал жертвой расизма.
Тем временем правительство попросило одного из своих юрисконсультов провести собственное расследование. Консультант подготовил трёхстраничный отчет, в котором предпринята попытка вскрыть бреши в отчёте юридической фирмы и таким образом отвести с Бусака подозрения. В ответ юридическая фирма Йоханнесбурга описала правительственный отчет как «абсурдный» и выпустила 18-страничное опровержение.
Впрочем, Мандела, не дожидаясь взвешивания правдивости улик и проигнорировав работу Управления по расследованию серьезных экономических преступлений, объявил Бусака невиновным. «Правительство расследовало обвинения в адрес доктора Бусака и сочло их необоснованными», — заявил он и похвалил Бусака как «одного из самых одаренных молодых людей в стране», который заслуживает «высокого дипломатического поста». Бусак потребовал публичных извинений от DanChurchAid и вновь предложил свои услуги правительству (но должности уже не получил).
Хотя в конце концов общественное недовольство утихло, но произошедшее широко было воспринято как сокрытие коррупции, политическое кумовство и подрыв правосудия, а также пример того, что и Мандела способен на грубые ошибки в ведении государственных дел.
В 1999 году Бусак предстал перед судом, но отказался давать показания. Он был признан виновным в мошенничестве 24 марта 1999 года. Он был заключён в тюрьму в 2000 году и освобождён в 2001 году, отбыв чуть более одного года из своего трёхлетнего заключения.
Хотя Бусак после своего освобождения подал прошение о помиловании президенту Табо Мбеки, оно не было удовлетворено, поскольку власти сочли, что он не признал совершённого преступления. Однако 15 января 2005 года было объявлено, что он помилован президентом и что его судимость будет снята.

### Деятельность в XXI веке
В 2004 году Бусак выступил в поддержку однополых браков в Южной Африке — за год до того, как Конституционный суд страны постановил, что отказ в оформлении брака для геев и лесбиянок является дискриминационным и нарушает конституцию страны. В 2008 году, будучи модератором Капского синода Объединённой реформатской церкви в Южной Африке, Бусак шокировал многих церковных лидеров, объявив, что собирается уйти со всех своих постов в церкви из-за её дискриминационной позиции в отношении ЛГБТ-людей. Он сослался при этом на церковный документ 1986 года против апартеида — «Белхарское исповедание», осуждающее все формы дискриминации.
В конце 2008 года Бусак призвал граждан поражённого кризисом Зимбабве восстать против президента Роберта Мугабе и его авторитарной правящей партии ZANU-PF. Он также осудил президента ЮАР Табо Мбеки за то, что тот не смог выполнить по призыву церквей свою роль официального посредника Сообщества по вопросам развития стран юга Африки.
В том же 2008 году Бусак публично призвал руководство ЮАР вспомнить, почему страна решила устранить расовые барьеры и создать единую для всех Южную Африку. В ежегодной молодёжной лекции памяти Эшли Крила он высказал предположение, что АНК уже спустился вниз по скользкой дорожке этнических преференций и «вернул ненавистную систему расовой категоризации». В декабре 2008 года он официально вышел из рядов АНК и вступил в Народный конгресс. В ответ АНК слил в прессу составленный Бусаком меморандум, в котором тот просил назначения на различные посты, прежде всего представителя ЮАР в ООН.
В феврале 2009 года был выбран на роль главного кандидата от своей новой партии по Западно-Капской провинции на провинциальных и национальных выборах 2009 года. Однако уже в ноябре 2009 года Бусак ушел из Конгресса народа.
В июне 2013 года Христианская богословская семинария и Батлеровский университет в Индианаполисе, штат Индиана, назначили Бусака на новую четырёхлетнюю должность — профессорскую кафедру им. Десмонда Туту по исследованиям мира, глобальной справедливости и примирения.

## Награды
Вместе с Бейерсом Наудом и Винни Манделой Бусак в 1985 году был награждён Премией Роберта Ф. Кеннеди в области прав человека, ежегодно присуждаемой Центром правосудия и прав человека им. Роберта Ф. Кеннеди человеку или группе лиц, чья отважная деятельность лежит в основе движения за права человека и в духе видения и наследия Роберта Ф. Кеннеди.